# Markianos von Heraklea Pontike
Markianos von Heraklea Pontike (altgriechisch Μαρκιανὸς Ἡρακλεώτης) war ein spätantiker griechischer Geograph.
Über seine Lebensdaten ist nichts Genaueres bekannt. Da er für sein Werk den Periegeten Protagoras benutzte, muss er nach diesem, also frühestens im 3. Jahrhundert n. Chr., gelebt haben. Andererseits diente er selbst als Quelle für das Werk des Stephanos von Byzanz, kann also nicht nach dem 5. Jahrhundert n. Chr. gewirkt haben. Indizien deuten darauf hin, dass seine Schaffenszeit mit gewisser Wahrscheinlichkeit nach 400 einzuordnen ist. Externe Belege für Markianos und seine Biographie gibt es jedoch nicht.
Markianos verfasste einen Periplus maris exteri („Periplus des äußeren Meeres“), der auf den Werken des Protagoras, des Claudius Ptolemäus und des Artemidor von Ephesos beruht und von dem längere Exzerpte erhalten sind. Außerdem stammen von ihm Epitomen (Auszüge) aus dem Periplus maris interni („Periplus des inneren Meeres“) des Menippos von Pergamon und aus der Geographia des Artemidor von Ephesos. Diese beiden Schriften des Markianos sind aber größtenteils verloren gegangen.
Vermutlich brachte Markianos keine eigenen Erfahrungen ein, sondern gab nur relativ unreflektiert die Informationen aus seinen Quellen wieder. Hinter seinem gesamten Schaffen ist dennoch der Plan erkennbar, in einheitlicher Form umfassende Informationen über die gesamte damals bekannte Welt zusammenzustellen.

## Ausgaben
- Karl Müller (Hrsg.): Geographi Graeci minores. Band 1, Paris 1855 (Nachdruck Olms, Hildesheim 1965), S. 515–576.